# أنيس قصاب حسن
أنيس بن سليم بن محمود الدمشقي الشهير بـقصّاب حسن (1824 - 1891) شاعر سوري من أهل القرن التاسع عشر. ولد في دمشق ونشأ بها. كان رئيس المؤذنين في الجامع الأموي الكبير، كما كان يلقي المواعظ فيه بالعربية والتركية. له ديوان شعر أكثره ضائع. 

## سيرته
ولد أنيس بن سليم بن محمود بن سعيد بن حسين الشهير بقصاب حسن في دمشق سنة 1824 م/ 1240 هـ ونشأ بها وقرأ على علمائها. وأصل أسرته من الموصل، انتقل منها أحد أجداده إلى دمشق سنة 1180 هـ/ 1766 م.

كان رئيس المؤذنين في الجامع الأموي الكبير، كما كان يلقي المواعظ فيه بالعربية والتركية. «نشأ في بيت نعمة ورفاهية، ولكن ظروفه ألجأته إلى خدمة الحكومة العثمانية في الأمور الجزائية، ولم يكن راضياً عن ذلك.»

توفي أنيس قصاب حسن في مسقط رأسه سنة 1891 م/ 1309 هـ.

## شعره
ذكره عبد العزيز البابطين في معجمه وقال «لا يخطئ الحسّ وجود نفحات صوفية في شعره، صادرة عن ثقافة دينية واسعة. فمن التذلل على باب المحبوب إلى التوسل لنيل رضاه. وفي موضوع كهذا لا مجال لغير صدق النفس ويقظة الشعور. جارى شعراء عصره في التخميس، والتوشيح، وحافظ على استقامة الوزن والقافية في كل الأحوال.»  من شعره بعنوان خذ نشأة الأفراح: